# Angelica Robinson
Angelica Robinson (dite aussi Angel Robinson), née le 20 avril 1987, est une joueuse américaine de basket-ball, naturalisée monténégrine.

## Biographie
Toujours grande, elle ne pratique le basket-ball sous la pression de sa famille qu'à reculons étant d'abord plutôt passionnée par l'athlétisme, admirant notamment le sprinter Michael Johnson : « Je n'avais pas de coordination des pieds. J'étais juste une grande qui essayait de tirer et de pendre le rebond. Je tombais toujours. J'avais de grands pieds. Mais maintenant, j'aime ça ! »
Vingtième choix de la draft 2010, après seulement deux rencontres de pré-saison en 2011 avec les Mystics de Washington, elle dispute sa première saison WNBA en 2014 avec le Storm de Seattle. Entre-temps, elle s'illustre dans les championnats européens.
Après une saison à Girone (MVP) avec 14,4 points à 56,9 % d'adresse, 11,5 rebonds, 1,6 passe décisive, 1 contre et 1,2 interception, Angelica Robinson rejoint le club tarbais à l'été 2012. Après des débuts timides, elle s'impose comme une des meilleures joueuses du championnat avec notamment une pointe à 33 points (11/14 à 2-pts, 2/2 à 3-pts et 5/5 aux lancers francs), 14 rebonds, 3 contres, 1 passe, 1 passe et 3 balles perdues pour 46 d’évaluation en 30 minutes lors de la 25e journée de championnat. Après une saison réussie à Tarbes (12,3 points et 10,3 rebonds par rencontre), elle décide en avril 2013 de retrouver l'Espagne avec le club de Salamanque pour jouer l'Euroligue. En Espagne, ses statistiques sont de 13,4 points et 10,3 rebonds en Euroligue. Pour 2015-2016, elle s'engage avec le club russe de Nadejda Orenbourg.
Elle déclare voter en 2008 et 2012 pour Barack Obama.
Après une année en Europe aux côtés de sa future coéquipière DeWanna Bonner au Nadejda Orenbourg en Russie, ses droits WNBA sont transférés le 25 juin 2016 du Storm de Seattle au Mercury de Phoenix contre l'arrière Noelle Quinn.
Pour 2017-2018, elle joue en Espagne avec Salamanque. Après une année 2018-2019 à Salamanque pour des moyennes de 11,7 points et 7,1 rebonds en Liga Dia ainsi que 11,9 points et 7,1 rebonds en Euroligue, elle signe ensuite pour le club turc d'Ormanspor . Au même club en 2020-2021, elle tourne à 11,3 points et 12 rebonds pour 19,1 d’évaluation de moyenne dans le championnat turc et 11 points et 9 rebonds sur deux matches d'EuroCup. En avril 2021, elle signe pour la fin de saison LFB à Lyon ASVEL pour suppléer Alysha Clark blessée.

## Équipe nationale
Mi-2015, on apprend sa sélection en équipe nationale du Monténégro. Par cette naturalisation et sa participation au championnat d'Europe, continent où elle vit la majeure partie de l'année, elle peut ainsi espérer décrocher une qualification pour les Jeux olympiques de 2016, elle qui fraîchement installée avec sa famille à Atlanta n'avait pu suivre ceux de 1996 qu'à la télévision.

## Club
- 2006-2010 :  Bulldogs de la Géorgie
- 2010-2011 :  Mcell-Alges
- 2011-2012 :  Argon Uni Girona
- 2011-2012 :  UTE
- 2012-2013 :  Tarbes Gespe Bigorre
- 2013-2015 :  Perfumerias Avenida Salamanque
- 2015-2016 :  Nadejda Orenbourg
- 2016-2017 :  Université du Proche-Orient
- 2017-2019 :  Perfumerias Avenida Salamanque
- 2019-2021 :  Ormanspor
- 2021-2021 :  LDLC ASVEL féminin

WNBA
- 2014 : Storm de Seattle
- 2017-2018 : Mercury de Phoenix

## Palmarès
- Vainqueur du Challenge Round 2013[16]